# Список об'єктів Світової спадщини ЮНЕСКО в Чилі
У списку об'єктів Світової спадщини ЮНЕСКО в Чилі налічується 6 найменувань (станом на 2014 рік).
Кольорами у списку позначено:
Об'єкти розташовані в порядку їх додавання до списку Світової спадщини. Якщо об'єкти додані на одній сесії Комітету Світової спадщини ЮНЕСКО, то розташовуються за номерами.
| № | Зображення | Назва | Місцеположення                                                         | Час створення                 | Час внесення до списку | №                                                   | Критерії        |
| - | ---------- | --- | ---------------------------------------------------------------------- | ----------------------------- | ---------------------- | --------------------------------------------------- | --------------- |
| 1 |            | Національний парк Рапа-Нуї | Острів Пасхи                                                           | 1935                          | 1995                   | 715 [Архівовано 21 травня 2020 у Wayback Machine.]  | i, iii, v       |
| 2 |            | Церкви на островах Чилое | архіпелаг Чилое                                                        | XVIII століття — XIX століття | 2000                   | 971 [Архівовано 24 грудня 2018 у Wayback Machine.]  | ii, iii         |
| 3 |            | Історичний квартал портового міста Вальпараїсо | місто Вальпараїсо                                                      | 1536                          | 2003                   | 959 [Архівовано 24 грудня 2018 у Wayback Machine.]  | iii             |
| 4 |            | Селітряні заводи Гумберстоун і Санта-Лаура | регіон Тарапака                                                        | 1872                          | 2005                   | 1178 [Архівовано 5 липня 2017 у Wayback Machine.]   | ii, iii, iv     |
| 5 |            | Гірняцьке місто Сьюел | регіон О'Хіґґінс                                                       | 1904                          | 2006                   | 1214 [Архівовано 24 грудня 2018 у Wayback Machine.] | ii              |
| 6 |            | Кхапак-Ньян, Андська система доріг (англ. Qhapaq Ñan, Andean Road System) * Путре — Сапахуїра * Інкауасі — Ласана * Купо — Катарпе * Камар — Пейне * Портал дель Інка — Фінка Чаньяраль | Чилі (спільно з Аргентиною , Болівією , Еквадором , Колумбією , Перу ) | XV століття                   | 2014                   | 1459                                                | ii, iii, iv, vi |